# Llista de topònims de Mentet
Llista de topònims (noms propis de lloc) de Mentet (Conflent).
Informació actualitzada per un bot. Els canvis manuals es perdran quan s'actualitzi!

## collada
| imatge | Nom                 | Ubicat a        | instància de | Detalls | coordenades                                                                        | Protecció | Commons (més fotos) | Dades a WD                    |
| ------ | ------------------- | --------------- | ------------ | ------- | ---------------------------------------------------------------------------------- | --------- | ------------------- | ----------------------------- |
|        | Portella de Callau  | Mentet Setcases | collada      |         | 42° 25′ 42″ N, 2° 18′ 45″ E / 42.428386°N,2.312589°E 2380.2 msnm                   |           |                     | Modifica les dades a Wikidata |
|        | Portella de Concrós | Mentet Setcases | collada      |         | 42° 25′ 38″ N, 2° 18′ 54″ E / 42.42716388888889°N,2.3151055555555553°E 2416.5 msnm |           |                     | Modifica les dades a Wikidata |
|        | Portella de Mentet  | Setcases Mentet | collada      |         | 42° 25′ 58″ N, 2° 16′ 25″ E / 42.432864°N,2.273647°E 2412 msnm                     |           | Portella de Mentet  | Modifica les dades a Wikidata |
|        | Portella de Morens  | Mentet Setcases | collada      |         | 42° 25′ 47″ N, 2° 16′ 50″ E / 42.429669°N,2.280558°E 2383.1 msnm                   |           |                     | Modifica les dades a Wikidata |

## muntanya
| imatge | Nom                    | Ubicat a                                         | instància de | Detalls | coordenades                                                        | Protecció | Commons (més fotos) | Dades a WD                    |
| ------ | ---------------------- | ------------------------------------------------ | ------------ | ------- | ------------------------------------------------------------------ | --------- | ------------------- | ----------------------------- |
|        | Cim de Moscalló        | Mentet Pi de Conflent                            | muntanya     |         | 42° 28′ 15″ N, 2° 19′ 42″ E / 42.470797°N,2.328439°E 2120.4 msnm   |           |                     | Modifica les dades a Wikidata |
|        | Cim de Pla Seguelar    | Mentet Pi de Conflent                            | muntanya     |         | 42° 27′ 09″ N, 2° 19′ 32″ E / 42.452442°N,2.325575°E 2335.5 msnm   |           |                     | Modifica les dades a Wikidata |
|        | Cim de Pomerola        | Mentet Pi de Conflent                            | muntanya     |         | 42° 26′ 42″ N, 2° 19′ 22″ E / 42.445008°N,2.322803°E 2453.7 msnm   |           |                     | Modifica les dades a Wikidata |
|        | Mort de l'Escolà       | Mentet Pi de Conflent Prats de Molló i la Presta | muntanya     |         | 42° 25′ 41″ N, 2° 20′ 00″ E / 42.428042°N,2.3333°E 2457.1 msnm     |           |                     | Modifica les dades a Wikidata |
|        | Pic de Serra Gallinera | Mentet                                           | muntanya cim |         | 42° 27′ 02″ N, 2° 15′ 18″ E / 42.45055556°N,2.255°E 2663 msnm      |           |                     | Modifica les dades a Wikidata |
|        | Pic de la Dona         | Mentet                                           | muntanya     |         | 42° 26′ 16″ N, 2° 15′ 41″ E / 42.43777778°N,2.26138889°E 2702 msnm |           | Pic de la Dona      | Modifica les dades a Wikidata |
|        | Puig de Coma Ermada    | Mentet                                           | muntanya     |         | 42° 25′ 28″ N, 2° 17′ 21″ E / 42.4245°N,2.28907°E 2495.7 msnm      |           |                     | Modifica les dades a Wikidata |
|        | Puig de l'Orri         | Mentet                                           | muntanya     |         | 42° 29′ 02″ N, 2° 16′ 45″ E / 42.483783°N,2.279242°E 2031.5 msnm   |           |                     | Modifica les dades a Wikidata |
|        | Puig de la Llosa       | Setcases Mentet                                  | muntanya     |         | 42° 25′ 23″ N, 2° 17′ 47″ E / 42.422984°N,2.296475°E 2504 msnm     |           | Puig de la Llosa    | Modifica les dades a Wikidata |
|        | Puig del Senyor        | Mentet Pi de Conflent                            | muntanya     |         | 42° 29′ 17″ N, 2° 18′ 34″ E / 42.488178°N,2.30955°E                |           |                     | Modifica les dades a Wikidata |
|        | Roca Colom             | Setcases Prats de Molló i la Presta Mentet       | muntanya     |         | 42° 25′ 31″ N, 2° 19′ 07″ E / 42.425151°N,2.318749°E 2506 msnm     |           | Roca Colom          | Modifica les dades a Wikidata |

## port de muntanya
| imatge | Nom               | Ubicat a              | instància de     | Detalls | coordenades                                                      | Protecció | Commons (més fotos) | Dades a WD                    |
| ------ | ----------------- | --------------------- | ---------------- | ------- | ---------------------------------------------------------------- | --------- | ------------------- | ----------------------------- |
|        | Coll del Pal      | Mentet Nyer           | port de muntanya |         | 42° 27′ 55″ N, 2° 15′ 31″ E / 42.465358°N,2.258589°E 2293.9 msnm |           |                     | Modifica les dades a Wikidata |
|        | Collets Verds     | Mentet                | port de muntanya |         | 42° 26′ 48″ N, 2° 17′ 22″ E / 42.446656°N,2.289372°E 2224.1 msnm |           |                     | Modifica les dades a Wikidata |
|        | Pas de les Soques | Mentet                | port de muntanya |         | 42° 27′ 19″ N, 2° 16′ 52″ E / 42.455325°N,2.281225°E 1970.5 msnm |           |                     | Modifica les dades a Wikidata |
|        | Portells Tancats  | Mentet                | port de muntanya |         | 42° 27′ 19″ N, 2° 16′ 52″ E / 42.455325°N,2.281225°E 2219.5 msnm |           |                     | Modifica les dades a Wikidata |
|        | coll de Mentet    | Pi de Conflent Mentet | port de muntanya |         | 42° 28′ 53″ N, 2° 18′ 50″ E / 42.4813°N,2.31399°E 1761 msnm      |           | Col de Mantet       | Modifica les dades a Wikidata |

## Misc
| imatge | Nom                                | Ubicat a              | instància de                              | Detalls                                               | coordenades | Protecció | Commons (més fotos)                   | Dades a WD                    |
| ------ | ---------------------------------- | --------------------- | ----------------------------------------- | ----------------------------------------------------- | --- | --------- | ------------------------------------- | ----------------------------- |
|        | Pla Seguelar                       | Mentet Pi de Conflent | altiplà                                   |                                                       | 42° 27′ 36″ N, 2° 19′ 46″ E / 42.46°N,2.3294444444444°E                                                                                       |           |                                       | Modifica les dades a Wikidata |
|        | Pomarola                           | Mentet Pi de Conflent | cim                                       |                                                       | 42° 26′ 43″ N, 2° 19′ 27″ E / 42.4452°N,2.3243°E 2437 msnm                                                                                    |           |                                       | Modifica les dades a Wikidata |
|        | Reserva Natural Nacional de Mentet | Mentet                | reserva natural nacional àrea protegida   | 1984 Superfície: 3028 3028347ha                       | 42° 27′ 06″ N, 2° 17′ 39″ E / 42.451666666667°N,2.2941666666667°E                                                                             |           | Réserve naturelle nationale de Mantet | Modifica les dades a Wikidata |
|        | Ribera de Mentet                   | Mentet Nyer           | curs d'aigua                              | Desemboca: Tet Llarg: 18.5km                          | 42° 28′ 41″ N, 2° 18′ 05″ E / 42.47793055555555°N,2.3012888888888887°E 42° 32′ 35″ N, 2° 15′ 43″ E / 42.543169444444445°N,2.262052777777778°E |           |                                       | Modifica les dades a Wikidata |
|        | Sant Vicenç de Mentet              | Mentet                | església Ús: església                     | Estil: arquitectura romànica Dedicat a: Vicenç d'Osca | 42° 28′ 46″ N, 2° 18′ 27″ E / 42.4794°N,2.30752°E 1535.5 msnm                                                                                 |           | Église Saint-Vincent de Mantet        | Modifica les dades a Wikidata |
|        | casa de la vila de Mentet          | Mentet                | instal·lació Ús: seu del govern local     |                                                       | 42° 28′ 39″ N, 2° 18′ 25″ E / 42.4774111925216°N,2.30700164672844°E fr:66360 MANTET                                                           |           |                                       | Modifica les dades a Wikidata |
|        | cementiri de Mentet                | Mentet                | cementiri                                 |                                                       | 42° 28′ 38″ N, 2° 18′ 23″ E / 42.4771°N,2.3063°E                                                                                              |           |                                       | Modifica les dades a Wikidata |
|        | refugi de l'Alemany                | Mentet                | instal·lació esportiva refugi de muntanya |                                                       | 42° 27′ 24″ N, 2° 16′ 52″ E / 42.45666°N,2.28106°E fr:REFUGE DE L'ALEMANY 66360 Mantet                                                        |           |                                       | Modifica les dades a Wikidata |